# 特雷比亚河
特雷比亚河位于意大利北部，发源于热那亚省托里利亚附近的亚平宁山脉，最终在皮亚琴察注入波河，全长105公里。
特雷比亚河流经的主要城镇有：奥托内、马尔萨利亚、博比奥、科利、特拉沃和里韦尔加罗。